# NGC 5179
NGC 5179 es una galaxia espiral (S?) localizada en la dirección de la constelación de Virgo. Posee una declinación de +11° 44' 47" y una ascensión recta de 13 horas, 29 minutos y 30,8 segundos.